# Oxycera sumbana
Oxycera sumbana är en tvåvingeart som först beskrevs av Lindner 1951.  Oxycera sumbana ingår i släktet Oxycera och familjen vapenflugor. Inga underarter finns listade i Catalogue of Life.